# Paulin z Mediolanu
Paulin z Mediolanu (ur. ok. 370, zm. 428/429) – łaciński pisarz i sekretarz św. Ambrożego z Mediolanu. 
Na prośbę św. Augustyna z Hippony napisał w 412 lub 422 roku Żywot Ambrożego. 
Prawdopodobnie brał udział w synodzie kartagińskim na którym zajmowano się sprawą pelagianizmu i napisał, za zgodą papieża Zozyma w 417 roku, Księgę przeciw Celestiuszowi (Libellus adversus Caelestium Zosimo episcopo datus). Pierwsza redakcja tego utworu zaginęła, a jej ślady obecne są w cytatach Augustyna i Mariusza Merkatora.